# Berit Bergström
Berit Eva Maria Bergström, född 11 april 1942 i Sölvesborg, är en svensk författare och psykoanalytiker.

## Biografi
Berit Bergström är dotter till hovrättsrådet Kurt Bergström och gymnastikdirektören Eva Bergström, född Björk. Hon växte upp i Malmö och gick först i gymnasiet innan hon gick över till flickskola. Efter skolan arbetade hon som au-pair i England och Frankrike. Åren 1962–1965 utbildade hon sig till sjuksköterska och läste parallellt in studentexamen vid Hermods.
Bergström arbetade ett par år som sjuksköterska för att sedan börja läsa vid Stockholms universitet ämnena franska, litteraturvetenskap, teoretisk filosofi och filmvetenskap. Hon blev fil. kand. 1973. Studierna tog sedan en ny inriktning mot psykologi vid Psykologiska institutet. Hon avlade psykologexamen 1978, blev psykoanalytiker samma år och legitimerad psykoterapeut 1985.

### Författarskap
Bergströms författarskap har karaktäriserats som mörkt. Det visar upp psyken stadda i förnedring och förfall. Det är en värld utan nåd.
Bergström debuterade 1967 med diktboken Dimensioner, dissektioner där hon ironiskt och realistiskt skildrar en sjukhusmiljö. 1968 kom romanen Exekutionen som på ett absurdistiskt sätt också tar sig an sjukhusmiljön. I romanen Brödet och Stenarna 1973 lever den kvinnliga huvudpersonen i ensamhet och desperation. Efter känslomässiga motgångar har hon valt isolering och avskildhet. I romanen Stackars Karl 1977 måste huvudpersonen välja mellan att stanna kvar i ett kravlöst liv i ensamhet eller etablera en förbindelse med en annan människa. 1980 kom romanen Det gåtfulla barnet som utspelar sig dels i en svensk villaförort, dels i Indien. Författaren gestaltar ett triangeldrama med psykologiska och religiösa undertoner.
Bergström har även publicerat sig i tidskrifter och dagspress sedan 1966, till exempel i Bonniers Litterära Magasin, Ord och Bild, Dagens Nyheter, Svenska Dagbladet och Sydsvenska Dagbladet Snällposten. Hon är representerad i antologierna Grupp 66 och Grupp 67.